# Гай Элий Галл
Гай Элий Галл (лит. Gaius Aelius Gallus; I век до н. э. — неизвестно) — префект Египта в 26—24 годах до н. э.
По приказу Октавиана Августа предпринял экспедицию в Йемен, закончившуюся провалом.
Отправившись из Александрии войско римлян сильно страдало от жары, болезней, недостатка воды и упорного сопротивления местных жителей. Через полгода Галл вынужден был вернуться в Александрию, потеряв большую часть своего войска.
Был другом географа Страбона.